# Bah Damar
Bah Damar is een bestuurslaag in het regentschap Serdang Bedagai van de provincie Noord-Sumatra, Indonesië. Bah Damar telt 587 inwoners (volkstelling 2010).